# Administracja morska
Administracja morska - całokształt działań władzy państwa nadbrzeżnego związanych z jurysdykcją nad wodami morskimi, żeglugą, rybołówstwem, oraz portami i wybrzeżem. Administracją morską nazywamy też realizujące wyżej wymienione zadania urzędy i inne organy władzy państwa. Administracja morska i jej systemy nie są jednolite we wszystkich państwach.

## Administracja morska w RP
W Polsce naczelnym organem administracji morskiej jest minister właściwy do spraw gospodarki morskiej, któremu podlegają sprawy żeglugi morskiej i śródlądowej. Terenowymi organami są dyrektorzy urzędów morskich, którym z kolei podlegają kapitanaty i bosmanaty portów. Sprawy te reguluje ustawa z 21 marca 1991 r. o obszarach morskich Rzeczypospolitej Polskiej i administracji morskiej (Dz.U. z 2024 r. poz. 1125).
Z historycznego punktu widzenia pierwszym organem sprawującym funkcję Urzędu morskiego była Komisja Morska powołana w 1568 roku przez króla Zygmunta II Augusta. W okresie II RP funkcję tę pełnił Urząd Marynarki Handlowej powołany w 1920 r., w Wejherowie a od 1927 r. w Gdyni.